# Juan de Ribera

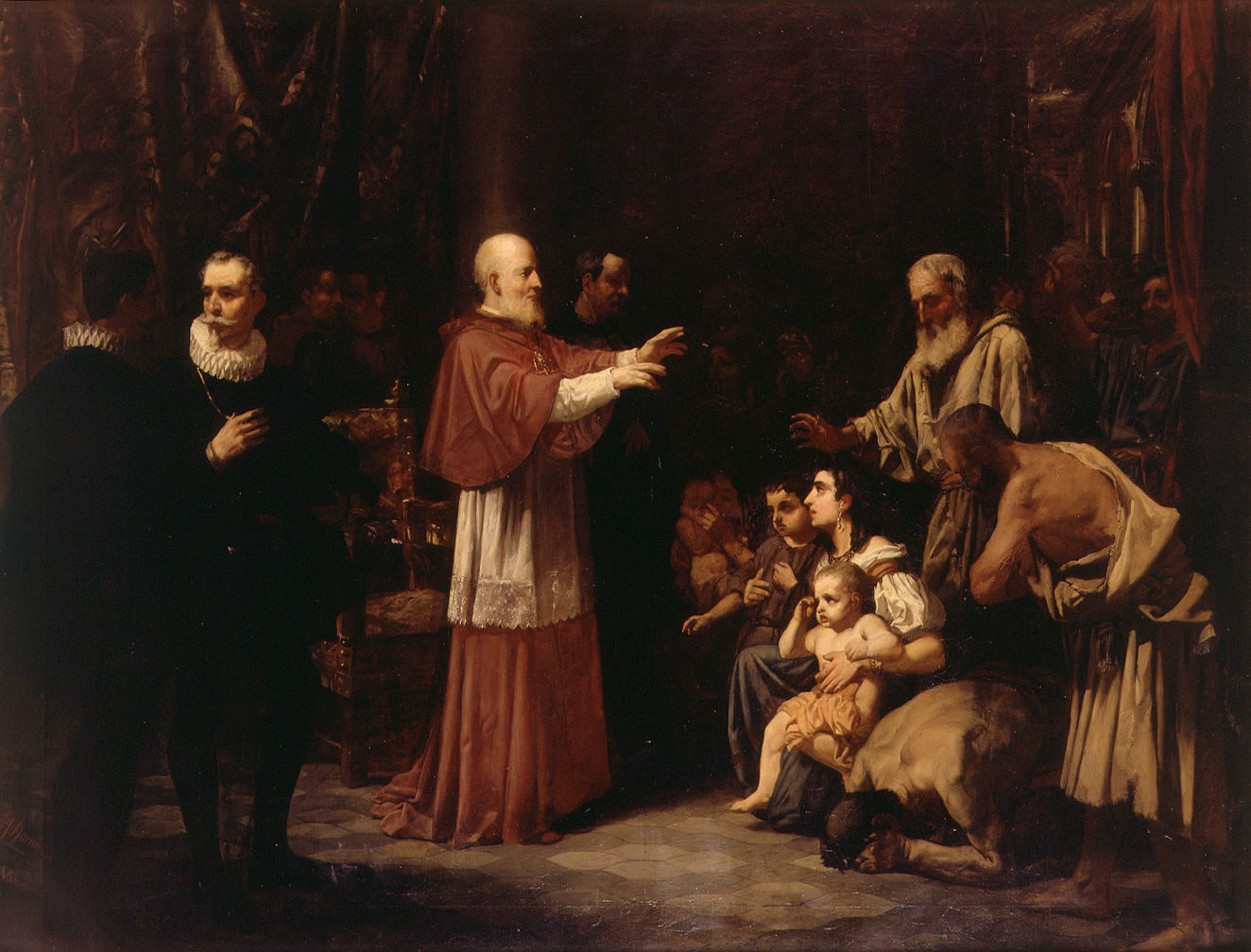
Juan de Ribera : l'évêque et les Morisques (par Francisco Domingo Marquez)

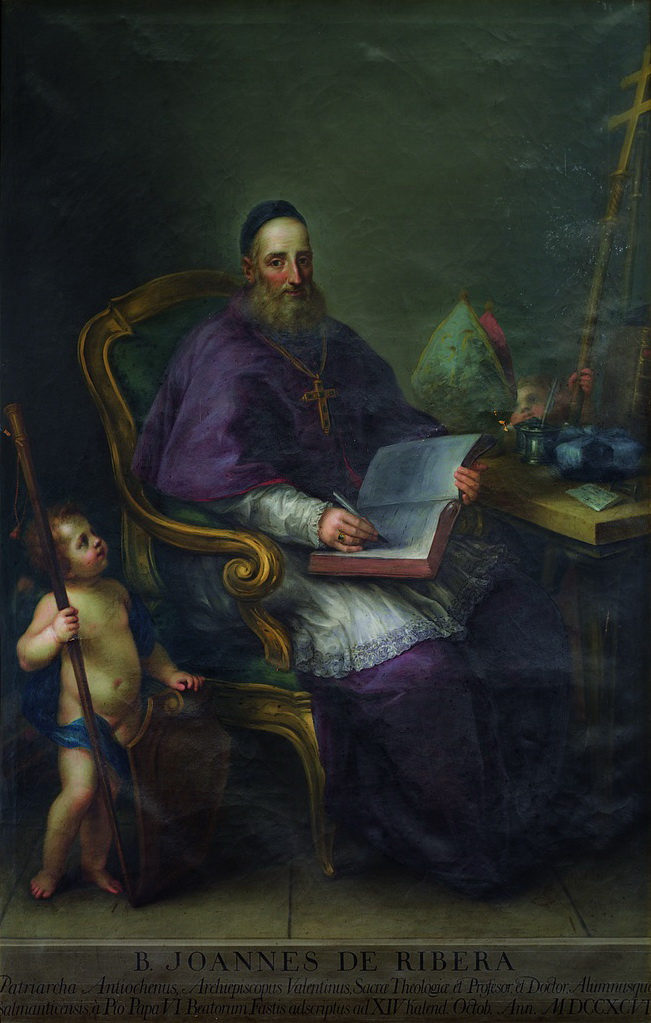
Juan de Ribera, prélat érudit de la Contre-Réforme (par Gregorio Ferro)

Juan de Ribera, né le 20 mars 1532 à Séville et mort le 6 janvier 1611 à Valence, est considéré comme le prélat modèle de la Contre-Réforme en Espagne. Evêque de Badajoz, puis archevêque de Valence et patriarche latin d'Antioche, ainsi que vice-roi de Catalogne, il est béatifié par Pie VI en 1796, et canonisé par Jean XXIII en 1960.

## Biographie

### Formation d'un évêque
Juan est le fruit de l'union hors mariage de Pedro Enríquez y Afán de Ribera y Portocarrero, duc d'Alcalá et marquis de Tarifa, vice-roi de Catalogne puis de Naples, et de Teresa de los Pinelos. Ayant reçu à dix ans la tonsure cléricale, il est inscrit à l'université de Salamanque, où il étudie les humanités, le droit et la théologie. Il reçoit ainsi l'enseignement de maîtres aussi prestigieux que Domingo de Cuevas, Pedro de Sotomayor, Domingo de Soto ou Melchior Cano, et se lie avec les dominicains et les jésuites, ces derniers récemment fondés. Il entre également en contact avec saint Jean d'Avila et prend connaissance du courant érasmien, ainsi que des doctrines de Constantino de la Fuente, Juan de Valdés et Bartolomé Carranza. Mais surtout, il s'intéresse aux réformes introduites dans l'Église catholique par le Concile de Trente. En 1557, il est ordonné prêtre, et son père, devenu entre-temps vice-roi de Catalogne, puis de Naples, obtient pour lui le siège épiscopal de Badajoz, de sorte qu'en 1562, Juan quitte à regret ses recherches universitaires, pour devenir évêque, à trente ans à peine. Il a cependant résolu de se consacrer pleinement à sa charge, sur le modèle de Charles Borromée, exemplaire archevêque de Milan, dont il vient de faire la connaissance. C'est ainsi qu'il visite son diocèse dès 1563, y publie les décrets du Concile en 1564, rédige des lettres pastorales (Advertencias a los curos y confesores), convoque un synode diocésain pour mars 1565, et se fait remarquer au concile de la province ecclésiastique de Compostelle (tenu à Salamanque en 1565), par les changements qu'il entend mettre en place dans son Memorial de reforma. Soucieux d'orthodoxie, il est l'un des premiers à s'inquiéter, entre 1563 et 1566, du groupuscule des alumbrados de Llerena.

### Réalisations d'un archevêque
Un tel zèle lui attire la considération du pape Pie V, qui décide de le nommer patriarche latin d'Antioche et archevêque de Valence, en dépit des protestations de l'intéressé. À la tête de ce diocèse, Juan doit d'abord intervenir dans la querelle qui oppose l'Université et la Compagnie de Jésus à propos de l'enseignement, et en profite pour réformer les études cléricales, non sans s'appuyer sur les jésuites. Désireux de fournir un exemple de ce que doit être désormais le culte liturgique et la formation sacerdotale, il bâtit à Valence une église, flanquée d'un séminaire : le collège du Corpus Christi, dont il rédige lui-même les Constitutions. Il réunit également, en son palais épiscopal, de jeunes aristocrates, auxquels il fait donner des cours à l'université, de manière qu'ils puissent exercer, plus tard, de hautes fonctions dans l'Église comme dans la société civile. À un autre niveau, il prend soin d'enseigner lui-même le catéchisme au peuple, publiant à cet effet la Cartilla y breu instructio de la doctrina christiana (Valence, 1571). Une catéchèse toute particulière est celle qu'il réserve aux morisques, ainsi qu'en témoigne son Catecismo para convertidos de moros (Valence, 1599). Par la fondation de paroisses et des tournées de prédication, il se consacre, en effet, à l'évangélisation en profondeur de cette population d'origine musulmane, assez bien représentée dans son diocèse. Mais au bout de quarante ans, il se résigne, sur ce point, à un constat d'échec. Nommé, vers 1602-1604, vice-roi de Catalogne, il devient même, avec le duc de Lerma, l'un des principaux artisans de l'expulsion des morisques, laquelle sera publiée à Valence, le 22 septembre 1609, sous Philippe III. Il mourra deux ans plus tard, le 6 janvier 1611, après avoir réalisé onze visites canonique, dont les Actes sont consignés en quatre-vingt-onze volumes, et réuni sept synodes, en 1578, 1584, 1590, 1594, 1599 et 1607.

## Spiritualité

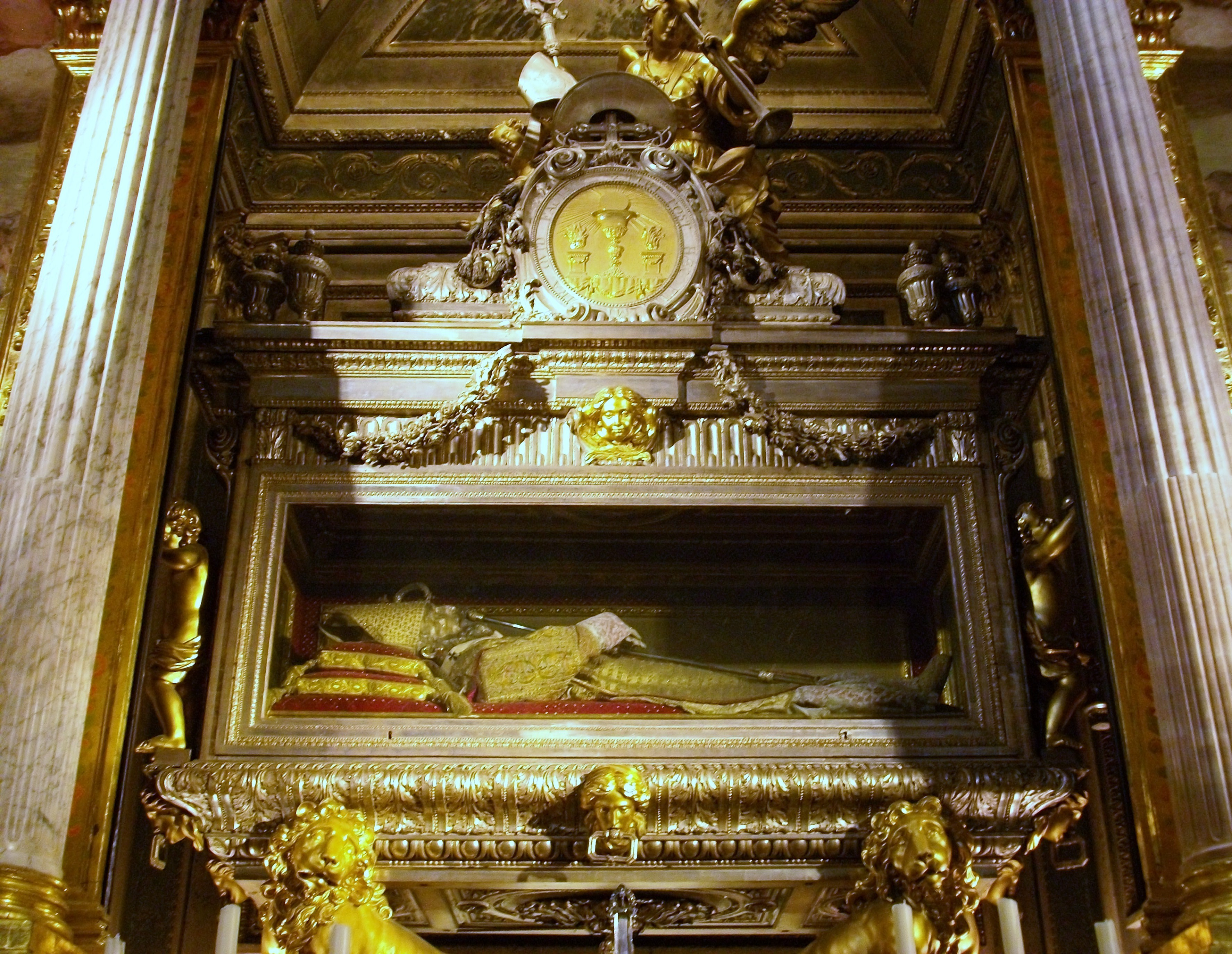
Châsse de saint Juan de Ribera à Valence

Juan de Ribera a réalisé le programme de l'évêque tridentin : il réside et circule dans son diocèse, veille à la formation et à l'encadrement du clergé, prépare les élites locales à la défense du catholicisme, se charge en personne de l'inculcation de la doctrine et de l'extirpation des hérésies, couvrant le territoire d'un véritable maillage pastoral. Il a pris pour modèle son prédécesseur sur le siège épiscopal de Valence, saint Thomas de Villeneuve, dont il imite la charité envers les pauvres et l'austérité pécuniaire : Juan a choisi de se contenter de son patrimoine personnel et de reverser au diocèse la totalité de ses revenus. Nostalgique de la vie universitaire, il a également été tenté par la profession religieuse, dont il envisage certains aspects dans une Règle rédigée pour des moniales augustines déchaussées, et une lettre destinée à sœur Dorotea de la Cruz. Héritée d'une éducation chrétienne solide, sa spiritualité apparaît des plus classiques : contrée sur la Passion du Christ et sur l'Eucharistie (sa messe privée pouvait durer trois heures), elle s'accompagne d'un strict ascétisme corporel, et de longues heures consacrées à l'étude de la Bible, comme en témoignent des commentaires (exégétiques ou pastoraux) du livre sacré demeurés inédits. Il est vrai que Juan a su s'entourer des meilleurs maîtres spirituels de son temps. Outre saint Louis de Grenade, qui lui a dédié sa Vida del Maestro Avila, il a fréquenté les saints Louis Bertrand, François de Borgia, Thérèse d'Avila et Laurent de Brindes.

## Culte
Juan de Ribera est béatifié le 18 septembre 1796 par le pape Pie VI et est canonisé le 12 juin 1960 par le pape Jean XXIII. Il est fêté le 6 janvier.

## Publications
- Actes du synode de Badajoz de 1565
- Advertencias a los curos y confesores
- Memorial de reforma
- Manuale valentinum (1592)
- Actes des synodes de Valence de 1578, 1584, 1590, 1594 (Valence, 1594)
- Constituciones del Colegio Corpus Christi (Valence, 1896)
- Sermon sur l'expulsion des morisques (Valence, 1893)
- Trois volumes de schémas de sermons (Valence, inédits)
- Traduction et commentaire de l'ensemble de la Bible (Valence, inédits)
- Loci communes sacrae Scripturae (Valence, inédits)